# Le Voyeur (film, 1960)
Pour les articles homonymes, voir Le Voyeur et Peeping Tom.
Pour plus de détails, voir Fiche technique et Distribution.
Le Voyeur (Peeping Tom) est un film britannique réalisé par Michael Powell, sorti en 1960. Ce thriller psychologique, qui traite de voyeurisme et de meurtre, est aujourd'hui considéré comme une œuvre majeure du cinéma, malgré l'accueil controversé qu'il a reçu lors de sa sortie initiale, et a été classé parmi les meilleurs films britanniques et les meilleurs films d'horreur de tous les temps par diverses publications. Le titre original, Peeping Tom, est une expression anglaise désignant un voyeur.
Le film raconte l'histoire de Mark Lewis, un caméraman de studio qui assassine des femmes tout en utilisant une caméra portable pour enregistrer leurs expressions de terreur au moment de leur trépas, puis qui se projette ces petits films pour son propre plaisir.
Bien que sorti la même année que Psychose d'Alfred Hitchcock, un autre film ayant marqué l'histoire du cinéma d'horreur psychologique et partageant des thèmes similaires avec Le Voyeur, ce dernier a initialement reçu un accueil beaucoup plus négatif, conduisant à un déclin sensible de la carrière de Powell. Malgré cela, il a été réévalué au fil des années et des cinéastes comme Martin Scorsese ont contribué à sa redécouverte, le considérant comme un chef-d'œuvre du cinéma britannique.
Le film est aujourd'hui apprécié pour sa réflexion sur le rôle du spectateur dans le cinéma et son analyse de la psychologie du tueur en série. Il est vu par certains comme le premier slasher du cinéma, ou tout du moins comme ayant largement inspiré le genre en introduisant l'élément du tueur traumatisé durant son enfance qui cible de belles jeunes femmes aux mœurs légères, repris dans de nombreux films ultérieurs.

## Synopsis
Mark Lewis est un jeune homme énigmatique et solitaire, passionné d'image jusqu'à l'obsession. Opérateur-caméra dans un studio de cinéma, il fait aussi des extras en faisant des photos « coquines » pour la boutique d'un marchand de journaux. Son appartement est un immense laboratoire rempli de matériel, d'appareils, de chimie. Là, il développe et visionne seul ses propres films à longueur de temps.
La caméra toujours à portée de main, Mark Lewis dit tourner un documentaire mais il s'emploie en réalité à une démarche bien plus morbide et assassine : il traque la peur de la mort sur le visage des jeunes femmes qu'il filme. Il jouit de leur peur non seulement lors de leurs derniers instants, mais aussi, rétrospectivement, en se projetant les petits films ainsi capturés sur le vif. Tout en commettant cette série de meurtres, il essaye de mener une vie normale et de nouer une relation avec Helen Stephens, une jeune femme qui vit dans le même immeuble que lui. Celle-ci va découvrir que le père de Mark l'a torturé enfant en cherchant sans cesse à le terroriser tout en le filmant.

## Fiche technique
Sauf indication contraire, les informations mentionnées dans cette section peuvent être confirmées par les bases de données cinématographiques  présentes dans la section « Liens externes ».
- Titre original : Peeping Tom
- Titre français : Le Voyeur
- Réalisation : Michael Powell
- Scénario : Leo Marks
- Musique : Brian Easdale
  - Musique de danse : Freddie Phillips
  - Chorégraphie de Moira Shearer : Tommy Linden
  - Numéro de percussions : Angela Morley
- Direction artistique : Arthur Lawson
- Décors : Don Picton
- Costumes : Dickie Richardson
  - Robes d'Anna Massey : Polly Peck
  - Robes de Moira Shearer : John Tullis
- Photographie : Otto Heller, assisté de Gerry Turpin (cadreur)
- Son : C.C. Stevens, Gordon K. McCallum
- Montage : Noreen Ackland
- Production : Michael Powell
  - Production associée : Albert Fennell
- Société de production : Michael Powell (Theatre) Ltd
- Société de distribution : Anglo-Amalgamated Film Distributors
- Pays de production :  Royaume-Uni
- Langue originale : anglais
- Format : couleur (Eastmancolor) — 1,66:1 — 35 mm —  son mono (Westrex Recording System)
- Genre : Thriller
- Durée : 101 minutes (86 minutes pour la version américaine)
- Dates de sortie : 
  - Royaume-Uni : 7 avril 1960 (première à Londres)
  - France : 21 septembre 1960
  - Belgique : 7 octobre 1960
- Certification : interdit aux moins de 16 ans lors de sa sortie en salle[Où ?]

## Distribution
Sauf indication contraire, les informations mentionnées dans cette section peuvent être confirmées par les bases de données cinématographiques  présentes dans la section « Liens externes ».
- Karlheinz Böhm : Mark Lewis
- Anna Massey : Helen Stephens
- Maxine Audley : Mrs. Stephens
- Moira Shearer : Vivian
- Esmond Knight : Arthur Baden
- Michael Goodliffe : Don Jarvis

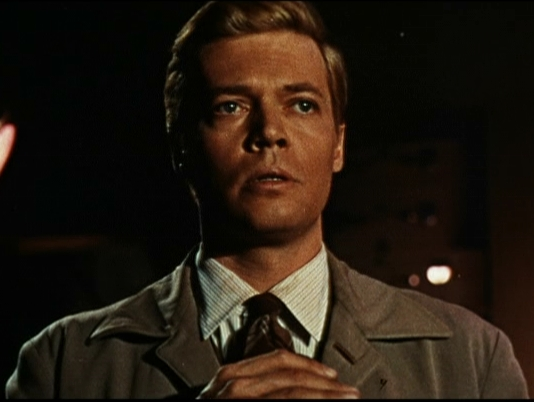
Karlheinz Böhm dans Le Voyeur

- Jack Watson : Inspecteur en chef Gregg
- Brenda Bruce : Dora
- Miles Malleson : le client âgé
- Martin Miller : Dr Rosan
- Shirley Anne Field : Diane Ashley
- Pamela Green : Milly
- Bartlett Mullins : M. Peters
- Nigel Davenport : Sergent Miller
- Brian Wallace : Tony
- Susan Travers : Lorraine
- Maurice Durant : chef de la publicité
- Brian Worth : directeur adjoint
- Veronica Hurst : Miss Simpson
- Alan Rolfe : détective du magasin
- John Dunbar : docteur de la police
- Guy Kingsley-Poynter : Tate, un cadreur
- Keith Baxter : Baxter, un policier
- Peggy Thorpe-Bates : Mme Partridge
- John Barrard : le petit homme
- Roland Curram : le jeune homme qui fait des extras
- Robert Crewdson : le grand vendeur
- Paddi Edwards : la jeune femme qui fait des extras
- Frank Singuineau : le premier électricien
- Margaret Neal : la belle-mère
- Michael Powell : le père de Mark
- Columba Powell : Mark, enfant

## Thèmes
Le Voyeur est salué pour sa complexité psychologique, qui intègre la « caméra autoréflexive » comme dispositif narratif, ainsi que les thèmes de l'abus sur enfants, du sadomasochisme et du fétichisme scopophile. En surface, le film traite des relations freudiennes entre le protagoniste et, respectivement, son père et ses victimes. Cependant, plusieurs critiques soutiennent que le film traite autant du voyeurisme du public que de celui du protagoniste. Roger Ebert, dans sa critique de 1999 du film pour sa série Great Films, déclare que « les films nous transforment en voyeurs. Nous sommes assis dans le noir, regardant la vie des autres. C'est le marché que le cinéma passe avec nous, bien que la plupart des films soient trop bien élevés pour le mentionner ».
Selon Paul Wells, le film aborde les angoisses de la culture britannique concernant la répression sexuelle, l'obsession patriarcale, le plaisir voyeuriste et la violence perverse. La tâche impossible dans le film est la quête de photographier la peur elle-même.
Selon Peter Keough, les scènes de mort du film offrent un terrain de jeu aux psychanalyses freudiennes et aux déconstructionnistes. Le cinéma est ici assimilé à l'agression sexuelle et à un désir de mort, la caméra au phallus, la photographie à la violation, et le film au voyeurisme ritualisé. L'accent est mis sur la morbidité, pas sur l'érotisme. Dans une séquence mémorable, un personnage féminin attrayant, semi-nu, se tourne vers la caméra et révèle une cicatrice faciale qui la défigure. Ce voyeur est excité non par les corps nus, mais par la peur nue. Comme le déplore Mark, tout ce qu'il photographie lui est perdu. Mark est un solitaire dont le seul compagnon est sa caméra. Il est aussi la victime des études de son père sur le phénomène de la peur chez les enfants, un cobaye humain soumis à des expériences sadiques. Son intérêt amoureux, Helen, a sa propre fascination pour un regard morbide. Elle est une écrivaine pour enfants dont le livre concerne une caméra magique et ce qu'elle photographie.

### Relation avec les films de Hitchcock
Les thèmes de voyeurisme dans Le Voyeur sont également explorés dans plusieurs films d'Alfred Hitchcock. Dans son livre sur le film de Hitchcock de 1958 Sueurs froides, l'historien du cinéma Charles Barr note que la séquence de titre du film et plusieurs plans semblent avoir inspiré des moments dans Le Voyeur.
Le documentaire de Chris Rodley A Very British Psycho (1997) établit des comparaisons entre Le Voyeur et Psychose(1960) de Hitchcock ; ce dernier film est présenté en avant-première à New York en juin 1960, deux mois après la première de Le Voyeur à Londres. Les deux films mettent en vedette des tueurs en série atypiquement doux, obsédés par leurs parents. Cependant, malgré des matériaux similaires à ceux de Le Voyeur, Psychose devient un succès au box-office et ne fait qu'accroître la popularité et la renommée de son réalisateur (bien que le film soit largement critiqué dans la presse anglaise). Une raison suggérée dans le documentaire est que Hitchcock, voyant la réaction négative de la presse à Le Voyeur, décide de sortir Psychose sans projection de presse.
Au début de sa carrière, Powell travaille comme photographe de plateau et à d'autres postes sur les films de Hitchcock, et les deux sont amis tout au long de leur carrière. Une variante du principal artifice de Le Voyeur, The Blind Man, est l'un des projets non réalisés de Hitchcock à cette époque. Ici, un pianiste aveugle reçoit les yeux d'une victime de meurtre, mais ses rétines conservent l'image du meurtre.
Selon Isabelle McNeill, le film s'inscrit bien dans le sous-genre du slasher. Le Voyeur est considéré comme le premier slasher de l'histoire. Elle énumère un certain nombre d'éléments qu'il partage avec Psychose et le genre en général :
- Un tueur humain reconnaissable, que l'on représente comme le produit psychotique d'une famille malade ;
- La victime est une belle femme aux mœurs légères ;
- Le lieu du meurtre n'étant pas dans une maison, mais dans un autre « terrible endroit » ;
- L'arme est autre chose qu'un pistolet ;
- L'attaque vue du point de vue de la victime et arrivant avec une soudaineté choquante ; Elle trouve que le film va en fait plus loin que Psychose dans le territoire du slasher en introduisant une série de victimes féminines, et avec Helen Stephens dans le rôle de la dernière survivante brillante et sympathique[8].

## Production

### Écriture
Le scénariste Leo Marks base des parties du film sur sa jeunesse auprès de son père Benjamin Marks, qui possédait la librairie Marks & Co (en) à Londres ; des éléments de Le Voyeur sont basés sur ses observations des résidents du centre-ville qui fréquentaient la boutique de son père. Dora, la prostituée assassinée dans la scène d'ouverture du film, est basée sur une véritable prostituée qui était une cliente régulière de la librairie Marks & Co. De plus, Marks déclare qu'il a été inspiré pour écrire une histoire d'horreur et pour devenir un décrypteur de codes après avoir lu Le Scarabée d'or d'Edgar Allan Poe. En écrivant le scénario, Marks croyait que les motivations derrière le meurtre de Lewis étaient entièrement sexuelles, bien qu'il déclare en rétrospective qu'il sentait que la compulsion psychologique du personnage était moins sexuelle qu'inconsciente. Avant d'écrire le scénario pour Le Voyeur, Marks, polymathe, avait travaillé comme cryptographe pendant la Seconde Guerre mondiale.

### Casting et tournage
Le producteur Nat Cohen voulait initialement une star pour jouer le rôle principal et suggéra Dirk Bogarde, mais la Rank Organisation, qui l'avait sous contrat, refusa de le prêter. Laurence Harvey était attaché pendant un certain temps mais se retira pendant la préproduction et Powell finit par engager l'acteur autrichien Karlheinz Böhm (crédité sous le nom de Carl Boehm). Böhm, qui était un ami de Powell, note que leur connaissance antérieure l'a aidé à psychanalyser et à « entrer dans des détails très, très spéciaux » du personnage. Il voit Lewis comme un personnage sympathique, pour lequel il éprouve « une grande pitié ». Dans une interview de 2008, il déclare qu'il peut s'identifier au personnage parce qu'il a également longtemps vécu dans l'ombre de son célèbre père, le chef d'orchestre Karl Böhm, et qu'il avait une relation difficile avec lui. Il déclare également qu'il interprète son personnage comme étant traumatisé par le fait d'avoir grandi sous le régime nazi.
Pamela Green (en), alors un modèle de charme bien connu à Londres, est choisie pour le rôle de Milly, l'une des victimes de Lewis, qui apparaît nue à l'écran avant sa scène de meurtre. Son apparition marque la première scène du cinéma britannique à présenter une nudité frontale.
Le tournage dure six semaines à partir d'octobre 1959. Le film est financé par Nat Cohen et Stuart Levy (en) chez Anglo-Amalgamated avec d'autres fonds de la National Film Finance Corporation (en).

## Sortie
Le Voyeur a d'abord été distribué au Royaume-Uni par Anglo-Amalgamated, sa première ayant lieu à Londres le 7 avril 1960. Il est souvent considéré comme faisant partie d'une trilogie sadienne avec Crimes au musée des horreurs (1959) et Le Cirque des horreurs (1960). Les trois films ont des sociétés de production différentes mais le même distributeur. Ils sont liés par leurs thèmes de voyeurisme, de défiguration et de figures sadiques. Les films d'Anglo-Amalgamated sont généralement distribués aux États-Unis par American International Pictures (AIP) grâce à un accord entre les deux sociétés. Mais AIP n'est pas intéressé par Le Voyeur, apparemment sceptique quant à sa capacité à satisfaire le public.
Aux États-Unis, le film est distribué par l'importateur et distributeur Astor Pictures (en) en 1962. Il est simultanément diffusé sur les marchés des films d'horreur, d'art et essai et d'exploitation. Il ne trouve pas son public et est l'une des sorties les plus décevantes d'Astor. Le film reçoit la note B de la National Legion of Decency, signifiant un contenu « moralement répréhensible en partie ». L'organisation identifie le voyeurisme et le sadisme comme des éléments clés du film dans sa notation.

### Censure
Lorsque Le Voyeur est d'abord sorti en Italie en 1960, la Commission de classement des œuvres cinématographiques du Ministère italien du patrimoine et des activités culturelles le classe VM16, c'est-à-dire déconseillé aux enfants de moins de 16 ans. La raison de cette restriction d'âge, d'après les documents officiels, est : l'intrigue est choquante et plusieurs scènes ne sont pas adaptées aux mineurs. Pour que le film soit projeté en public, la Commission impose la suppression de deux scènes se déroulant dans le studio du photographe, en particulier celles où Milly est montrée seule, entièrement habillée et à moitié déshabillée, devant le miroir, ainsi que deux autres scènes montrant une femme allongée sur le lit, à moitié déshabillée. Le film est interdit en Finlande jusqu'en 1981.

### DVD
Le Voyeur a reçu plusieurs éditions en DVD. Au Royaume-Uni, il est distribué par Studio Canal et Warner Bros., puis dans un coffret de six DVD qui inclut également les films Je sais où je vais (1945) et A Canterbury Tale (1944). En 2007, il reçoit une nouvelle sortie en DVD par Optimum Releasing au Royaume-Uni, suivie d'une sortie en blu-ray en 2010 pour son 50e anniversaire.
Le film est édité aux États-Unis par The Criterion Collection en LaserDisc le 23 mars 1994 et en DVD le 16 novembre 1999. Une restauration 4K est éditée en Blu-ray au Royaume-Uni le 29 janvier 2024 par Studio Canal et aux États-Unis le 14 mai 2024 par The Criterion Collection,. Il est diffusé en streaming sur Kanopy (en) depuis le 31 mai 2024.

## Accueil

### Contemporaine
La représentation de la violence et le contenu sexuel sordide de Le Voyeur en font un film controversé lors de sa sortie initiale et le contrecoup critique qui s'ensuit est un facteur majeur dans la fin de la carrière de Powell en tant que réalisateur au Royaume-Uni. Karlheinz Böhm se souvient plus tard qu'après la première, personne dans le public n'est venu lui serrer la main ou celle de Powell. Une évaluation ultérieure du film publiée dans The Daily Telegraph note que le film a effectivement « tué » la carrière de Powell. Les critiques britanniques tendent vers l'hyperbole négative, un exemple étant une critique publiée dans le Monthly Film Bulletin qui compare Powell au Marquis de Sade.
Derek Hill, critique dans le magazine Tribune (en), suggère que « la seule manière vraiment satisfaisante de se débarrasser de Le Voyeur serait de le jeter et de le faire disparaître rapidement dans l'égout le plus proche ». Len Mosley (en), écrivant pour le Daily Express, dit que le film est plus nauséabond et déprimant que les colonies de lépreux du Pakistan oriental, les ruelles de Bombay, et les caniveaux de Calcutta. Caroline Lejeune de The Observer écrit : « Il y a longtemps qu'un film ne m'a pas autant dégoûtée que Le Voyeur », le qualifiant finalement de « film horrible ».

### Réévaluation critique
Le Voyeur devient un film culte dans les années suivant sa sortie initiale, et depuis les années 1970, il reçoit une réévaluation critique. Powell note avec regret dans son autobiographie : « J'ai fait un film que personne ne voulait voir et puis, trente ans plus tard, tout le monde l'a vu ou veut le voir ». Un compte rendu de la réévaluation constante du film se trouve dans Scorsese on Scorsese, édité par Ian Christie (en) et David Thompson (en). Martin Scorsese mentionne qu'il a entendu parler du film pour la première fois en tant qu'étudiant en cinéma au début des années 1960, lorsque Le Voyeur est sorti dans un seul cinéma à Alphabet City, qui, note Scorsese, est un quartier malfamé de New York. Le film est sorti dans une version censurée en noir et blanc mais devient immédiatement l'objet d'une fascination culte parmi la génération de Scorsese. Ce dernier déclare que le film, sous cette forme mutilée, a influencé Le Journal intime de David Holzman de Jim McBride. Scorsese voit le film pour la première fois en 1970 grâce à un ami qui possède une copie non censurée en 35mm couleur. En 1978, Scorsese est approché par un distributeur new-yorkais, Corinth Films, qui demande 5 000 $ pour une ressortie à plus grande échelle. Scorsese accepte volontiers leur demande, ce qui permet au film de toucher un public plus large que son culte initial. Vincent Canby écrit dans le New York Times en 1979 : « Lorsque Le Voyeur de Michael Powell est sorti pour la première fois en Angleterre, en 1960, les critiques se sont levés comme un groupe de révérends Davidsons en colère pour le condamner sur des bases morales. « Il pue », a écrit un critique. Un autre pensait qu'il devait être jeté dans les égouts, et un troisième l'a rejeté avec dédain comme étant « des absurdités perverses ». Il n'y a rien de plus en colère qu'un critique lorsqu'il peut être indigné en toute sécurité. [...] La redécouverte de Le Voyeur, je le crains, nous en dit plus sur les modes de la critique cinématographique que sur l'art. Seul quelqu'un d'obsédé par l'idée d'être le premier à saluer un nouvel auteur, ce qui est toujours une bonne façon de se faire remarquer, pourrait passer le temps nécessaire pour trouver du génie dans les œuvres erratiques de M. Powell ».
La théoricienne du cinéma Laura Mulvey exprime un sentiment similaire, écrivant : « Le Voyeur est un film avec de nombreuses couches et masques ; ses premiers critiques n'ont pas pu le voir à sa juste valeur. Enracinés dans les traditions du réalisme anglais, ces premiers critiques ont vu un film immoral ancré dans la vie réelle dont le commentaire ironique sur la mécanique du spectateur de cinéma et de l'identification les a confondus en tant que spectateurs. Mais Le Voyeur offre des images cinématographiques réalistes qui se rapportent au cinéma et à rien d'autre. Il crée un espace magique pour sa fiction quelque part entre l'objectif de la caméra et le faisceau de lumière du projecteur sur l'écran ».
Avant sa mort en 1990, Powell voit la réputation de Le Voyeur monter. Actuellement, le film est considéré comme un chef-d'œuvre et l'un des meilleurs films d'horreur de tous les temps. En 2004, le magazine Total Film nomme Le Voyeur comme le 24e meilleur film britannique de tous les temps, et en 2005, le même magazine le classe comme le 18e meilleur film d'horreur de tous les temps. Le film contient le 38e des 100 moments de films d'horreur les plus effrayants établis par la chaîne Bravo. The Guardian le nomme 10e meilleur film d'horreur de tous les temps en 2010, et une critique de 2017 dans The Daily Telegraph sur les meilleurs films britanniques jamais réalisés, déclare : « les critiques contemporains de 1960 ont peut-être négligé que le voyeurisme était son thème central. Mais qui est le voyeur ? ».
Martin Scorsese, qui est depuis longtemps un admirateur des œuvres de Powell, déclare que ce film, ainsi que Huit et demi (1963) de Federico Fellini, contient tout ce qui peut être dit sur la réalisation :
« J'ai toujours pensé que Le Voyeur et Huit et demi disent tout ce qui peut être dit sur la réalisation de films, sur le processus de traiter un film, l'objectivité et la subjectivité de celui-ci et la confusion entre les deux. Huit et demi capture le glamour et le plaisir de la réalisation de films, tandis que Le Voyeur montre l'agression de celle-ci, comment la caméra violeuse. [...] En les étudiant, vous pouvez découvrir tout sur les personnes qui font des films, ou du moins les personnes qui s'expriment à travers des films. »
Sur le site web de l'agrégateur de critiques Rotten Tomatoes, le film a un taux d'approbation de 95 % basé sur 64 critiques, avec une note moyenne de 8,8/10. Le consensus des critiques du site web est : « Le Voyeur porte un regard froid et méthodique sur la psychologie d'un tueur, et est une œuvre classique du cinéma voyeuriste ».